# Novia Namur
Novia Namur was een Belgische damesbasketbalploeg uit Namen die werd opgericht in 2003 en bestond tot aan de fusie in 2010.

## Geschiedenis
Novia Namur werd opgericht in 2003 uit de fusie van Royal Mosa Jambes en Féminamur. De club bestond tot 2010 toen het fuseerde samen met stadsgenoot Dexia Namen tot Basket Namur Capitale. De club kende ook de sponsornaam Novia Munalux Namur.

## Europees
| Seizoen | Competitie    | Ronde      | Winst/Verlies |
| ------- | ------------- | ---------- | ------------- |
| 2006/07 | EuroCup Women | 4e groep G | 0/6           |
| 2007/08 | EuroCup Women | 4e groep K | 1/5           |

## Bekende ex-speelsters
- Pauline Baudoin
- Martine Dujeux
- Bernadette Ngoyisa
- Sophie Tirtiaux
- Cécile Lhonneux